# قصر باغوص في الشرابية
قصر باغوص بني في عام 1885من قِبل باغوس باشا ابن نوبار باشا (وهو أول رئيس وزراء لمصر من اصل ارمني).
القصر يوجد بجوار حي الشرابية وبجوار (قصر مستشفى الطائفة الإسرائيلية (سابقاً) مستشفى غمرة.